# دسميد شبه ملتوي
دسميد شبه ملتوي (الاسم العلمي: Desmidium pseudostreptonema) هو نوع من الطحالب الخضراء يتبع جنس الدسميد من فصيلة الدسميدية.